# Terrence Malick
Terrence Malick (Ottawa, Illinois, 30 de novembre de 1943) és un guionista, director i productor de cinema assiri-estatunidenc que amb la seva breu carrera cinematogràfica composta per només sis títols s'ha guanyat la reputació de poeta del cinema. Amb la darrera pel·lícula L'arbre de la vida (2011), Malick va guanyar la Palma d'Or de la 64a edició del Festival de Canes.

## Biografia
Terrence Malick va néixer o a Waco a l'estat de Texas, o a Ottawa a l'estat d'Illinois, el 30 de novembre de 1943. És educat per la seva mare, Irene Malick i el seu pare, Emil Malick, fill d'immigrats assiris de religió cristiana. Emil va estudiar a la Lake View High School a Xicago l'any 1930 abans de treballar a una companyia petroliera a Texas. Això podria explicar la confusió sobre el seu lloc de naixement. El seu avi, Abvimalek Malick (o Maleck) que treballava a l'assegurança per a la companyia New York Life a Xicago, era originari del poble assiri Goghtapa, a Urmia aIran, afectat pel genocidi assiri practicat per l'Imperi Otomà. 

### Joventut i formació
Malick va estudiar a les universitats de Harvard i Oxford. A Harvard, segueix sobretot els cursos de Stanley Cavell. Després d'un contenciós amb el seu director d'investigacions Gilbert Ryle, no sosté, a Oxford, la seva tesi de doctorat sobre el concepte del món segons Søren Kierkegaard, Martin Heidegger i Ludwig Wittgenstein. Ensenya a continuació filosofia al Massachusetts Institute of Technology i tradueix de l'alemany Der Satz vom Grund (‘El Principi de la raó’), de Heidegger. En paral·lel, s'inscriu a un curs de cinema i surt titulat pel Center for Advanced Studies de l'American Film Institute l'any 1969.
L'obra cinematogràfica de Malick, malgrat ser breu, és en general lloada per la crítica degut a la seva consistència, i les seves pel·lícules són considerades obres mestres. Malick va ser nominat als Oscars per al millor guió adaptat i per a la millor direcció, i va guanyar l'Os d'Or de la 49a edició del Festival Internacional de Cinema de Berlín amb la pel·lícula The Thin Red Line. El 2011 la pel·lícula L'arbre de la vida va guanyar la Palma d'Or de la 64a edició del Festival de Canes.

### Revelació crítica, a continuació hiatus (1971-1998)

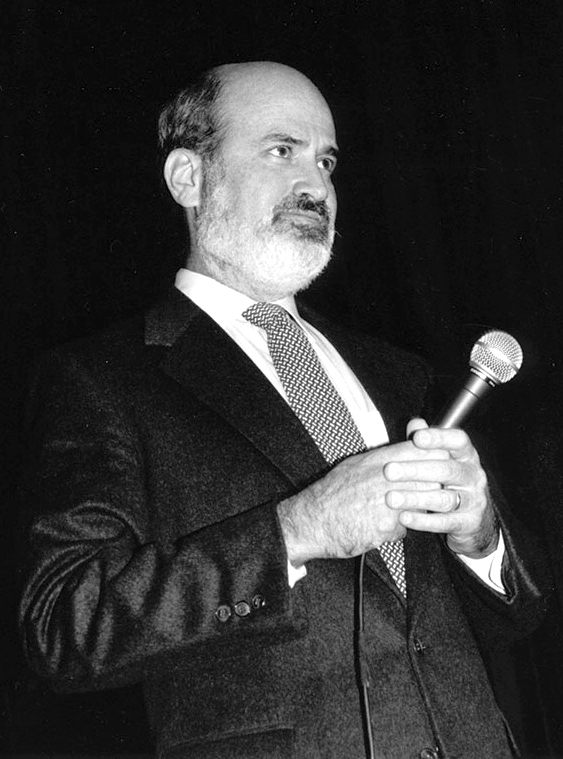
El cineasta l'any 1993.

Participa en principi, com script doctor, en l'elaboració de diversos guions com el de Dirty Harry abans d'escriure i realitzar un primer llargmetratge, Badlands. Segueix Days of Heaven, un drama amb Richard Gere sobre el treball a la granja que li val el Premi de la posada en escena al Festival de Canes 1979.
El director suscita el misteri pels vint anys de separació entre Days of Heaven i The Thin Red Line. Mai a la història del cinema, un cineasta no haurà esperat tant entre dues produccions. Tanmateix, se sap que va escriure diversos scripts i que treballava en el projecte Q, film que explora l'origen del món que esdevindrà L'arbre de la vida.

### Retorn i consagració (1998-2010)
El 1998, Malick torna amb un film de guerra, The Thin Red Line, que evoca la sagnant batalla de Guadalcanal durant la guerra del Pacífic, segons la novel·la de James Jones. El film explora la intimitat dels soldats amb un monòleg interior en veu en off (característica principal de Malick). El film és un gran èxit de crítica i públic, amb un Ós d'Or a la millor pel·lícula a la Berlinale 1999.
El 2005, surt The New World, un film que reitera les aspiracions estètiques del cineasta (celebració de la naturalesa, interioritat dels personatges, multiplicitat dels punts de vista, violència). Aquesta obra torna sobre la història de l'ameríndia Pocahontas i la seva trobada amb el colon anglès John Smith a l'Est americà del segle xvii.
El 2010, la projecció molt esperada del nou film de Malick, The Tree of Life, no té lloc al Festival de Canes 2010. El llargmetratge no es presenta per retards de muntatge. Però és tanmateix seleccionat al Festival de Canes l'any següent i assoleix la Palma d'Or, concedida pel jurat oficial presidit per Robert De Niro. The Tree of Life és protagonitzada per Brad Pitt, Sean Penn i Jessica Chastain. Conta la història del món, la presència divina omnipotent així com el destí d'una família americana dels anys 1950 marcada per un drama. El film, pel seu panteisme i la seva cosmogonia, és sovint comparat amb 2001, una odissea de l'espai de Stanley Kubrick o als films d'Andrei Tarkovski, per les nombroses interrogacions místiques. La composició alambinada i les imatges poc convencionals divideixen la crítica. Els fans criden a l'enginy i hi veuen un dels més bonics films de tots els temps, els escèptics reprotxen al cineasta una sortida kitsch i una obsessió mística pròxima a la propaganda del moviment New Age. En les primeres projeccions a Canes, el film és tant xiulat com aplaudit. El film divideix a l'estrena, però a continuació la crítica serà més aviat entusiasta. Malick és present a Canes en la projecció oficial del film, però no hi ha fet cap aparició pública, ni sobre la catifa vermella, ni en roda de premsa, ni a la gala de clausura per rebre la seva recompensa; és representat pels seus productors Bill Pohlad i Dede Gardner.

### Viratge experimental (des de 2011)
Malick enllaça els rodatges a una velocitat accelerada pel que fa als decennis precedents; així, de 2011 a 2016, comptant les estrenes futures, el cineasta fa quatre llargmetratges més i un documental.
L'any 2012, signa en principi un nou viratge intimista amb To The Wonder, un drama passional portat per interrogacions religioses que té com a decorat el Mont Saint-Michel, amb Ben Affleck, Olga Kurylenko i Javier Bardem. La recepció pública i crítica és encara més brutal que per a la seva obra precedent. To The Wonder és sovint qualificada d'obra mediocre i d'autoparòdia del seu estil místic i grandiloqüent.
El 2015, Malick torna a la competició de la Berlinale 2015 amb Knight of Cups, interpretat per Christian Bale, Natalie Portman i Cate Blanchett. El film va de les interrogacions existencials d'una celebritat del show-business en pèrdua de referències a Los Angeles. El llargmetratge, radical per les seves imatges, el pocs diàlegs i la prioritat donada a la veu en off, marxa amb les mans buides després de tenir de nou dividits els festivalers.
L'any 2016, surt Voyage of Time, un documental en IMAX, comentat per Brad Pitt i Cate Blanchett, sobre el naixement i la mort de l'univers.
2017 veu l'estrena de Song to Song, un film d'intrigues amoroses sobre fons de músiques, rodat a Austin. El rodatge del film ha estat descobert per un vídeo molt rar d'un rodatge de Malick l'any 2011. El film reuneix una part del càsting de Knight of Cups afegint Ryan Gosling, Rooney Mara i Michael Fassbender.

## Filmografia
Curtmetratges
- 1969: Lanton Mills

Llargmetratges
- 1973: Males terres[16]
- 1978: Days of Heaven
- 1998: The Thin Red Line
- 2005: El nou món
- 2011: L'arbre de la vida
- 2012: To The Wonder
- 2015: Knight of Cups

Projectes
- 2012: The Burial (post-production)[17]
- 2013: Voyage of Time
- 2014: Untitled Jerry Lee Lewis Project

## Premis i nominacions

### Premis
- 1979. Premi a la millor direcció (Festival de Canes) per Days of Heaven
- 1999. Os d'Or per The Thin Red Line
- 2011. Palma d'Or per L'arbre de la vida

### Nominacions
- 1979. Palma d'Or per Days of Heaven
- 1979. Globus d'Or al millor director per Days of Heaven
- 1999. Oscar al millor director per The Thin Red Line
- 1999. Oscar al millor guió adaptat per The Thin Red Line
- 2000. César a la millor pel·lícula estrangera per The Thin Red Line
- 2012. Oscar al millor director per L'arbre de la vida